# Tamias (antica Grecia)
Il tamias (plurale tamiai, in greco antico: ταμίαι?) era, nell'antica Grecia (specialmente ad Atene), un magistrato addetto all'amministrazione delle finanze pubbliche.

## Etimologia
Il termine deriva dalla radice greca del verbo τέμνω (témno, ovvero "tagliare") e indicava originariamente lo schiavo che tagliava le vivande.
In Omero il tamias (ταμίας) era uomo libero, ma svolgeva funzioni servili.
In epoca storica, attorno al V secolo a.C., il termine designava negli stati greci, ma soprattutto ad Atene, i tesorieri di stato.
In età romana il termine tamias, nei documenti in lingua greca, corrispondeva a Quaestor.

## Storia
Le informazioni a nostra disposizione sui tamiai in epoca storica riguardano soprattutto Atene; secondo Aristotele i più antichi tamiai noti erano dieci: erano estratti a sorte, uno per tribù, dai Pentacosiomedimni, la prima classe censitaria soloniana, e avevano mandato annuale. A capo del collegio dei tamiai era preposto un pritano.
Sebbene il nome del primo tamias noto risalga al 550-549 a.C., i tamiai erano previsti già nella costituzione di Solone, due pentacosiomedimni per ogni tribù, dimezzati poi nel numero nella costituzione di Clistene.
Il collegio dei tamiai era stato istituito con un decreto di Callia attorno al 435 a.C. per gestire il tesoro proveniente dai vari templi dell'Attica; in precedenza il tesoro del tempio di Atena (che dopo la formazione della Lega delio-attica fu conservato inizialmente a Delo, tra il 478 e il 477 a.C.), era stato trasportato ad Atene nel 454 a.C. e posto sotto l'amministrazione dagli Ellenotami ("tesorieri della dea").
Secondo le intenzioni di Callia, il collegio dei tamiai permetteva una gestione centralizzata del tesoro, sia di quello "della dea", amministrato fino ad allora dagli Ellenotami, sia del "tesoro degli altri dei", proveniente dagli altri templi dell'Attica.
Tuttavia nel 385-384 a.C. il tesoro di Atena, "il tesoro della dea", fu ricostituito e se ne hanno testimonianze per tutto il IV secolo a.C.: l'ultimo testo che menziona i tesorieri della dea è del 299-298 a.C., mentre i tamiai, "tesorieri degli altri dei", non sono più ricordati dopo il 356-355 a.C.
Attorno al 350 a.C. un collegio di dieci magistrati addetti al fondo Teorico fu creato da Eubulo, ma ebbe vita breve: il fatto che fosse costituito con le eccedenze del bilancio statale e devoluto soprattutto per sovvenzionare feste e spettacoli suscitò gravi contrasti tra i sostenitori della politica pacifista filomacedone (come, per esempio, Eubulo), che volevano mantenerlo in vita, e i loro avversari (Demostene), che pretendevano che il tesoro pubblico venisse devoluto alla preparazione bellica.
Nel 339 a.C. il collegio fu abrogato da Demostene, il quale fece affluire le eccedenze di cassa nel fondo di guerra amministrato da un tamias.
Jean Pierre Vernant, 'Mito e pensiero presso i Greci. Studi di psicologia storica', cita una tamìa omerica femminile, dispensiera economa che vigila sulle provviste e sull'organizzazione del lavoro domestico riconducibile alla dea Hestia Tamia (Piccola Biblioteca Einaudi, p.182)